# 三石琴乃
三石琴乃（日语：／ Mitsuishi Kotono，1967年12月8日—），日本女性配音員、演員、旁白。出身於東京都。身高160cm。A型血。

## 簡介
本名相同。三石現為自由身，以前是ARTSVISION所屬。勝田聲優學院、日本播音演技研究所出身。
她為人熟悉的代表配音作品：
- 《閃電霹靂車》系列女主角菅生明日香
- 《美少女戰士》系列主角月野兔／水手月亮
- 《新世紀福音戰士》的葛城美里
- 《蜡笔小新》的上尾老師〈上尾增美〉
- 《哆啦A夢 (水田山葵版)》的野比玉子（大雄媽媽）
- 《ONE PIECE》的波雅·漢考克
- 《餓狼傳說》的不知火舞
- 《劍勇傳說YAIBA》女主角峰沙也加
- 《妖精狩獵者》的雪露希亞·馬里克雷爾
- 《機動新世紀鋼彈X》的多妮亞·馬爾莫
- 《少女革命》的有栖川樹璃
- 《丸少爺》的龜姬&赤紫式部
- 《迷糊女戰士》主角優秀
- 《麻辣教師GTO》的神崎麗美
- 《名偵探柯南》的水無怜奈〈本堂瑛海〉／基爾
- 《NOIR》的蜜蕾優·布克
- 《機動戰士鋼彈SEED》系列的瑪琉·拉米亞斯&Haro
- 《全力兔》的姊姊
- 《Suite 光之美少女♪》的哈咪[4]

遊戲《DEAD OR ALIVE》系列的克麗絲蒂、《正義學園》系列的水無月響子、《安琪莉可》系列的羅莎莉婭等。

### 經歷
三石出生於埼玉縣戶田市。25歲的時候來到千葉縣流山市。1986年，三石從千葉縣立柏南高等學校畢業後，便進入勝田聲優學院學習當聲優。在成為聲優之前原本的志業是當保育員，但由於少子化影響導致就業困難而難以取得資格之下不得不放棄。此時在那個情況下，三石由於自己喜歡聽廣播劇而對聲優產生興趣。稍早之前，據三石的說法是在高中3年級利用暑假參加聲優養成所主辦的夏令營活動時才下定決心要當聲優的。而當時三石的個性內向而且害羞，誰也沒料想到的是她將來會成為第一線的聲優。在勝田聲優學院就讀期間，三石一邊在Sunshine 60大廈兼職擔任電梯小姐，一邊進行聲優課程的學習。
1988年，三石在一般公司就職，因為要兼顧OL和培養所而經常向公司請假，因此自己的收入減少。在那之後，三石前往東京都廳上班，從事空氣汙染無線連絡員的工作。
1989年，三石在北海道電力泊核能發電廠當安全宣導影片的記者。同年，於OVA《網球甜心 Final Stage》成為在聲優業界的出道作。同時加盟經紀公司ARTSVISION成為旗下聲優，從此開展她的聲優事業。翌年1990年，三石的第一份解說工作是遊戲公司Sega主辦玩具展的解說。
1991年，三石於電視動畫《猜拳人》得到主要角色的配音經驗後，同年於另一部電視動畫《閃電霹靂車》為女主角菅生明日香獻聲，成為三石第一次演女主角的代表作。
1992年，三石為動畫《美少女戰士》第一女主角月野兔配音，確立了她人氣聲優的地位。《美少女戰士》第1季完結之後，來到東京定居。
1995年，三石為當時掀起日本國內社會現象的動畫《新世紀福音戰士》要角葛城美里獻聲時，再一次大大提升了她的知名度。自此之後，三石經常負責許多動畫中的成年女性角色，配音技巧亦趨嫻熟。同年4月，三石的首部隨筆集《月 星 太陽》出版。
2000年，結婚成為人妻，雖然從未對外公開丈夫身分，但可確定非同行聲優。
2003年，女兒出生。
2005年3月起，三石在朝日電視台新版《哆啦A夢》中，為主角野比大雄的媽媽（野比玉子）配音至今。
在那之後，三石離開出道公司ARTSVISION，從此以自由聲優身份持續參加，並將事業轉向以負責解說為中心。
2014年，三石榮獲第8屆聲優Award「高橋和枝獎」。
2017年1月9日，三石在朝日電視台播放的節目『200位人氣聲優認真票選！聲優總選舉3小時SP』的排名中得到第15名。

### 人物
三石從聲優出道以來，配過像《美少女戰士》系列主角月野兔／水手月亮、《新世紀福音戰士》的葛城美里、《少女革命》的有栖川樹璃等等充滿個人特色的主角。然後從1990年代末期開始，接演許多作品的重要班底，像《蠟筆小新》的上尾老師、《麻辣教師GTO》的神崎麗美、《哆啦A夢 (水田山葵版)》主角野比大雄的媽媽等等，而且幾乎都是動畫名作。不僅如此，在動畫導演大地丙太郎（有《丸少爺》）和福田己津央（有《閃電霹靂車》、《機動戰士鋼彈SEED》）的作品都可聽到她的聲音。
勝田聲優學院時期以來，三石曾被擔任講師的野澤雅子評價為「看起來很老實，但也有著可愛的如騎摩托車速度般的行為以及意外的行動力，總之是個有毅力的人」。還有，三石在1995年主持電視節目《聲♥遊俱樂部》時曾對自己說「在某種程度上能成為受歡迎的聲優嗎？ 我想，這是我從未料到的（作為一個有名的聲優）」。
三石私生活的愛好與月野兔一樣，喜歡「吃、睡、玩」這三要素。
三石曾經騎過一台山葉 EZ520-Phaser車種的重型機車，另外還給一個暱稱叫做「Phaser子（日语：フェザ子）」。並印有2型YSP的商標。

#### 美少女戰士
《美少女戰士》另一位主角水野亞美（水手水星）的聲優久川綾於錄音室與三石一起進行錄音期間，久川曾說看到三石的演技而感嘆自己沒辦法像她那樣。
但是三石於美少女戰士第1季尾聲（第44－46話）及第2季《美少女戰士R》（第1－4話、第47－50話）進行錄製的時候，因罹患卵巢囊腫住進醫院1個月、並在出院之後在家花3個月的時間休養，不過三石原本說是得了闌尾炎（盲腸炎）。此事後來在當時ARTSVISION的社長松田實在自己的著書《聲優白書》感慨表示「我竟然讓這麼受歡迎的三石賣命的工作，為此我深表遺憾並感到抱歉」。另外在2008年，三石在自己的個人日誌自明，事實上是罹患卵巢囊腫併發腹膜炎，而且有生命危險。
1995年4月，三石的隨筆集《月 星 太陽》發行時在內文中提到，於美少女戰士第1季第44－46話的錄音期間不得不請假，這對她來說不只是明顯傷害了角色，連自己的自尊心也受到衝擊，結果成為三石心中很深刻的遺憾。但是後來，三石缺席集數的錄製音源後來有在卡式錄音帶版中收錄發行。
藝人中川翔子稱自己是美少女戰士的忠實粉絲。2007年，中川曾經錄製自己模仿月野兔的聲音當作鬧鐘鈴聲作為送給自己的生日禮物。然後在2012年10月，與三石一起對談的心願實現，此時中川趁這機會送了一張畫有水手月亮和葛城美里的插圖當作送給三石的禮物，然後三石拿了附有親筆簽名的水手月亮賽璐片當作回送的謝禮給中川。
2014年7月開始，三石於《美少女戰士》時隔22年之後的新作動畫《美少女戰士Crystal》再度為女主角月野兔配音，是唯一一位當年的配音班底。三石也承認因為年齡增長使聲音與年輕時大不同，配出自然可愛的少女音很吃力。

### 逸事
- 三石在《新世紀福音戰士》聲演葛城美里的時候，導演庵野秀明以充滿「腹黑陰暗」的人對她評價[11]。還有，三石被視為日本聲優界中最具影響力的聲優之一。新世紀福音戰士動畫的製作公司GAINAX之所以將甚具爭議的作品「小織與小蝦」製成動畫，很大程度上是因為三石琴乃對它深感興趣。[來源請求]
- 三石從《美少女戰士》以來，一直把同期的久川綾當競爭對手[11]。
- 《LoveLive！》在日本國內開始流行時，三石表示自己也想在舞台上唱歌跳舞[11]。
- 在行動電話尚未普及的時代，工作人員使用事務所戶外設置的公用電話進行確認三石的時間表，在旁邊等候的人聽到三石會出現在事務所之後就突然跑開了[11]。
- 《迷糊女戰士》主角優秀是三石最投入配音的角色，在面臨龐大的台詞量之下，三石說只要根據圖片內容進行配音時就會讓她更有自信[11]。
- 隨筆集《月 星 太陽》出版時，據三石本人的說法，因為沒有錢請人代筆，所以內容全部都是她自己一個人撰寫完成[11]。

## 演出
粗體字表示主要角色。

### 電視動畫

#### 1990年代及以前
1989年
- 麵包超人（郵票獅子、甘栗小子、小提琴弟弟〈初代〉、子、款冬花弟弟〈初代〉）

1990年
- NG騎士檸檬汽水&40（女1）
- 長腿叔叔（護士）
- 功夫貓黨（辣妹、阿琴、法蘭索娃絲、爆炸4號、完美88號）
- 魔神英雄傳2（克雷門坦）
- 少棒小魔投（女孩子）
- 至尊勇者（街女A、女、女孩）

1991年
- 鴉天狗KA·BU·TO（侍女）
- 電腦小奇俠（日语：ゲンジ通信あげだま）（平家伊吹）
- 猜拳人（剪子人）
- 閃電霹靂車（菅生明日香）
- 校園七大不可思議神秘事件（日语：ハイスクールミステリー学園七不思議）（河合由香里、庫米、亞紀）
- 魔法公主 Minky Momo 擁抱夢想（日语：魔法のプリンセス ミンキーモモ）（瑪西卡）

1992年
- 小小男子漢（渡邊由美 等）
- 超電動機械人 鐵人28號FX（蘭法）
- 花的魔法使瑪麗貝爾（緞帶[24]、塔普[24]）
- 美少女戰士（月野兔／水手月亮、假水手月亮、小小兔／水手小月亮）
- 超時空保姆（母親6）

1993年
- 劍勇傳說YAIBA（峰沙也加[25]）
- 秀逗泰山阿達♡（海倫野口、王女、可根的秘書、尤琳）
- 餓狼傳說2（不知火舞）
- 美少女戰士R（月野兔／水手月亮）
- 無責任艦長（金京華）

1994年
- 銀河戰國群雄傳（紫紋）
- 美少女戰士S（月野兔／水手月亮）
- BLUE SEED（澤口小梅）

1995年
- 愛天使傳說（水魔布塔／川浪廣美）
- 鬼神童子ZENKI（那戲）
- 新世紀福音戰士（葛城美里）
- 美少女戰士SuperS（月野兔／水手月亮）

1996年
- 妖精狩獵者（雪露希亞·馬里克雷爾）
- 蒙面俠蘇洛傳（艾斯特莉亞）
- 機動新世紀鋼彈X（多妮亞·馬爾莫）
- 企鵝掌門人（日语：バケツでごはん）（敏特）
- 美少女戰士Sailor Stars（月野兔／水手月亮）

1997年
- 妖精狩獵者II（雪露希亞·馬里克雷爾）
- 少女革命（有栖川樹璃）
- 超魔神英雄傳（露克絲）
- 貓狐警探（日语：はいぱーぽりす）
- 小豬萬萬歲（和子老師 等）
- 橫行太保（沙耶香）
- 靈異獵人（北城遙都的母親）
- 神奇寶貝（百變怪）
- MAZE☆爆熱時空（女梅茲／斑鳩萌衣）
- 烈火之炎（陽炎／影法師[26]）

1998年
- 動畫週刊DX！Mi-Pha-Pu（日语：アニメ週刊DX!みいファぷー）
  - 看我這一邊！蜜子（日语：こっちむいて!みい子）（媽媽〈山田理繪〉）
  - 不可思議魔法藥店（日语：ふしぎ魔法ファンファンファーマシィー）（廣播女性、里克、春之精靈）
- 丸少爺（龜姬、星野的媽媽〈初代〉、赤紫式部、野見山跳蚤托米 等）
- 庫洛魔法使（松本真樹）
- 金田一少年之事件簿（斑目舘羽、奏青子）
- 蠟筆小新系列（上尾老師〈上尾增美〉、店員）
- 青澀之戀（芹澤琴音）
- 忍者乱太郎（山澀鬼、綾香〈第2代〉、４年級生、女主人、村人、客人）
- Weiß kreuz（明日香、諾伊、今日子）
- VISITOR（日语：VISITOR）（柊美佳）
- 吸血姬美夕（高梨真弓／神魔·亞癒）
- 甜蜜小天使 (1998年版)（ミルフィーユ）

1999年
- 迷糊女戰士（優秀）
- 動畫泡泡時間（日语：アニメ愛のあわあわアワー）「看家鼠惠比知由」（小織與小蝦〈Ebichu〉）
- 神風怪盜貞德（松原咲）
- 網路安琪兒（菲利斯、小熊）
- 麻辣教師GTO（神崎麗美[27]）
- 週刊故事樂園（日语：週刊ストーリーランド）（佐藤理惠）
- 魔術士歐菲 Revenge（蕾蒂莎[28]）
- 怪獸農場 ～圓盤石的秘密～（日语：モンスターファーム (アニメ)）（維納斯）
- ReReRe天才老爹（日语：レレレの天才バカボン）（男的女友、製藥千金）

#### 2000年代
2000年
- 學校怪談（宮之下佳耶子）
- 金田一少年之事件簿（森京香）
- GEAR戰士電童（貝卡／草薙織繪、鳳凰耶魯）
- 大嘴鳥（推銷員／奇拉拉）
- 銀裝騎攻Ordian（日语：銀装騎攻オーディアン）（尼特羅）
- 幻想魔傳 最遊記（春華）
- 幽浮寶貝（喜上明）
- （愛情老師）
- 向阳之树（阿品）
- 超夢重現 風雲再起！（朵米諾）
- 怪獸農場 ～前往傳說之路～（維納斯）
- 名偵探柯南（紺野由理、水無怜奈〈本堂瑛海〉／基爾）

2001年
- i-wish you were here-（光石）
- ANGELIC LAYER 天使領域（淺見祥子）
- 鋼鐵天使2式（神維岬）
- 沙漠的海賊！隊長庫珀（日语：砂漠の海賊!キャプテンクッパ）（萊洽）
- 小小雪精靈（姜）
- 永恆傳奇 THE ANIMATION（埃克絲西亞）
- NOIR（蜜蕾優·布克、奧德特·布克）
- PaRappa the Rapper（日语：パラッパラッパー）（魔女）
- 幻影天使（草摩樂羅[29]）

2002年
- 機動戰士GUNDAM SEED（瑪琉·拉米亞斯、哈囉、愛莎莉亞·焦耳）
- 少年偵探～推理之絆～（鳴海圓（本名羽丘圓））
- 盜賊王JING（伊薩拉·壇步拉[30]）
- 機動戰士鋼彈SEED（瑪琉·拉米亞斯[31]、Haro、愛沙莉亞．焦耳、旁白、母親）
- 推理之絆（鳴海圓）
- Weiβ kreuz Glühen（村瀨明日香）

2003年
- 萬花筒之星（凱西·狄摩亞）
- 急救超人兵團（岼根沙由里／風信子）
- 偵探學園Q（太刀川瞳）
- 鋼之鍊金術師（格蕾西亞·修斯[32]）
- 神奇寶貝 Side Story（瑪力露麗）

2004年
- 機動戰士鋼彈SEED DESTINY（瑪琉·拉米亞斯、Haro〈粉紅Haro〉、旁白）
- 神奇寶貝超世代（繰代）
- MADLAX（瑪格麗特·巴頓的母親）
- 妄想代理人（蝶野晴美）
- Legendz 龍王甦醒傳說（吉爾比特）

2005年
- IGPX（朱蒂·海史密斯）
- 阿嘉莎·克莉絲蒂的名偵探白羅與瑪波（赫巴里伯爵夫人）
- 極樂天師（天川京）
- 機動新撰組 萌之劍 TV（白狐〈沖田薰的母親〉）
- 新釋 真田十勇士 The Animation（日语：新釈 眞田十勇士）（清姬[33]）
- 魔法少年賈修（艾爾·席巴斯、利亞）
- 哆啦A夢 (水田山葵版)（2005年—，野比玉子〈野比大雄的媽媽〉、瑪莉安、拉拉、學生A）
- BUZZER BEATER（莎拉）
- 我們的仙境 Heartful Days（水無月夕）
- 雪之女王（アゥネーテ）

2006年
- 天使心（河本麗子）
- 極樂天師 喝!!（天川京）
- 銀色的Olynssis（日语：銀色のオリンシス）（多米尼克）
- 戀愛天使安琪莉可 ～心甦醒之時～（羅莎莉婭）
- 聲優白皮書（大門英里）

2007年
- 戀愛天使安琪莉可 ～光輝的明天～（羅莎莉婭）
- 魔女獵人（議長）
- 金田一少年之事件簿SP（湊青子）
- CLAYMORE（珍）
- 藍蘭島漂流記（麗莎）
- 交響情人夢（三善征子[34]）
- 意外（檜原千歳〈母親〉[35]）

2008年
- RD 潛腦調查室（來園寺凛子）
- 鋼鐵新娘（奇里克）
- 全力兔（姊姊）
- 隱王（關英）
- 秘密 ～The Revelation～（尾上未映子）
- 交響情人夢 巴黎篇（三善征子）

2009年
- 早上好！咕咕媽媽（日语：きんだーてれび#おはよう!コケッコーさん）（咕咕媽媽）
- 秀逗魔導士EVOLUTION-R（古杜扎）
- 魔力充電娘（店長／旁白）
- ONE PIECE（波雅·漢考克[36]、S-蛇）

#### 2010年代
2010年
- 交響情人夢 最終篇（三善征子）

2011年
- 這樣算是殭屍嗎？（第1話的妄想優）
- C³ -魔幻三次方-（北條銃音）
- Suite 光之美少女♪（哈咪）
- 寵物反斗星（ゆきぱっち）
- 笨蛋，測驗，召喚獸2！（小暮葵）

2012年
- 男子高中生的日常（班級導師）
- 千歲Get You!!（藤麻子[37]）
- 火影忍者疾風傳（[38]）
- HUNTER×HUNTER (新版)（可可〈實況記者〉）

2013年
- 靈裝戰士（勞恩達）
- 鋼彈創戰者（伊織鈴子[39]）
- 我要成為世界最強偶像（實況）
- 約會大作戰（旁白）
- 東京闇鴉（富士野真子）
- BLOOD LAD 血意少年（奈茵）

2014年
- 監督不行届（第11話&最終話旁白）
- 關於完全聽不懂老公在說什麼的事情（十一的母親）
- 約會大作戰II（旁白）
- LoveLive！ (第2期)（矢澤妮可的母親）

2015年
- CROSSANGE 天使與龍的輪舞（奧拉）
- 元氣少女緣結神◎（水玉）
- 關於完全聽不懂老公在說什麼的事情 (第2期)（十一的母親）

2016年
- 暗殺教室 (第2期)（潮田廣海）
- 為美好的世界獻上祝福！（服務員夢魔）
- 美少女戰士Crystal Season III 死亡毀滅者篇（月野兔／水手月亮）
- 不愉快的妖怪庵（友利）
- 槍彈辯駁3 -The End of 希望峰學園- 絕望篇（邊古山佩子[40]）
- 槍彈辯駁3 -The End of 希望峰學園- 希望篇（邊古山佩子）
- CHEATING CRAFT（王老師[41]、旁白）
- 名偵探柯南 Episode"ONE" 變小的名偵探（水無怜奈）
- SixHeartsPrincess（日语：シックスハートプリンセス）（解說）

2017年
- 學園少女突襲者 Animation Channel（物理老師、摩根娜）
- 時間飛船24（弗羅倫斯·南丁格爾）
- 海螺小姐（敦子）
- 偶像活動Stars！ (第2期)（ユキエ·グレース·フォルテ）
- 情色漫畫老師（幻想妖刀傳廣告旁白）
- 怪怪守護神（加賀見奏歌[42]）
- 妖怪公寓的優雅日常（麻里子[43]）
- 少女終末旅行（石井）
- 魔法使的新娘（喇合）

2018年
- POP TEAM EPIC（PIPI美〈第12話A段〉）
- 新幹線戰士（葛城美里〈客串〉[44]）
- 佐賀偶像是傳奇（山田妙[45]）

2019年
- 約會大作戰III（旁白）
- 粉彩回憶（烏冬）
- 這個勇者明明超TUEEE卻過度謹慎（蜜緹絲）

#### 2020年代
2020年
- 地縛少年花子君（人魚）
- 掠奪者（菲蘭達[46]）
- 超異域公主連結 Re:Dive（深月[47]）
- DECA-DENCE（姆寧）
- 小碧藍幻想！（米迦勒）

2021年
- 裝甲娘戰機（千代）
- 咒術迴戰（冥冥）
- 佐賀偶像是傳奇 捲土重來（山田妙、與妙相似的大小姐）
- 歌劇少女！！（奈良田君子）
- 通靈王（第2作）（沙堤）
- 宿命迴響：命運節拍（地獄中的奧菲歐）

2022年
- 自稱賢者弟子的賢者（旁白）
- 超異域公主連結 Re:Dive Season 2（深月）
- 約會大作戰IV（預告旁白）
- 我與機器子（凡人的媽媽[48]）

2023年
- 為了養老，我要在異世界存8萬枚金幣（アマーリア、おばさん）
- 魔法使的新娘 SEASON2（喇合）
- 境界服務（リリー）
- 咒術迴戰（第2期）（冥冥）
- 米奇與達利 惡童物語（園山洋子[49]）

2024年
- 福星小子（水乃小路母[50]）
- 約會大作戰V（預告旁白）
- 寶可夢 地平線（阿楓[51]）

2025年
- 全修。（不良魔法少女）
- 怪獸8號（四之宮光[52]）
- 不擅吸血的吸血鬼（霧峰美鈴[53]）

### 電影動畫
1991年
- 甘巴與水獺的冒險（日语：ガンバの冒険）

1993年
- 劇場版 美少女戰士R（月野兔／水手月亮）
  - Make Up！水手戰士（月野兔／水手月亮）
- 母親 -塞戈爾少女夜-（伊芙）

1994年
- 餓狼傳說 -THE MOTION PICTURE-（日语：餓狼伝説 -THE MOTION PICTURE-）（不知火舞）
- 劇場版 美少女戰士S（月野兔／水手月亮）
- 黑暗邊緣（日语：ダークサイド・ブルース）（舞衣）

1995年
- 劇場版 美少女戰士SuperS：夢想黑洞的奇蹟（月野兔／水手月亮）
  - Special Present 亞美的初戀 美少女戰士SuperS 外傳（月野兔）

1996年
- 劇場版 X（八頭司颯姬[54]）
- 勇者鬥惡龍 羅德的紋章（ティーエ）

1997年
- 新世紀福音戰士劇場版：死與新生（葛城美里）
- 新世紀福音戰士劇場版：Air/真心為你（葛城美里）

1998年
- 機動戰艦撫子號 -The prince of darkness-（大姊姊）
- 蠟筆小新：電擊！豬蹄大作戰（美色大姊姊）
- MAZE☆爆熱時空：天變威脅的大巨人（斑鳩萌衣）

1999年
- 劇場版 庫洛魔法使（松本真樹[55]）
- 蠟筆小新樂園！Made in 埼玉（上尾老師〈上尾增美〉）
- 蠟筆小新：爆發！溫泉激烈大決戰（上尾老師〈上尾增美〉）
- 劇場版 神奇寶貝：夢幻之神奇寶貝 洛奇亞爆誕（船長）
- 少女革命 ～思春期默示錄（有栖川樹璃）

2000年
- 蠟筆小新：風起雲湧的叢林冒險（上尾老師〈上尾增美〉）

2001年
- 蠟筆小新：風起雲湧 猛烈！大人帝國的反擊（上尾老師〈上尾增美〉）
- 數碼寶貝03馴獸師之王：冒險者的戰鬥（上原美波）

2002年
- 極速戰警eX-D the movie（日语：エクスドライバー）（凱莉）

2003年
- 蠟筆小新：風起雲湧 光榮燒肉之路（上尾老師〈上尾增美〉[56]）

2004年
- 劇場版 魔法少年賈修：第101個魔物（柯杜華的母親）

2005年
- 劇場版 鋼之鍊金術師：森巴拉的征服者（格蕾西亞·修斯）

2006年
- 蠟筆小新：Amigo！森巴入侵計畫（上尾老師〈上尾增美〉）
- 哆啦A夢：新·大雄的恐龍（野比玉子〈野比大雄的媽媽〉[57]）

2007年
- 福音戰士新劇場版：序（葛城美里[58]）
- 哆啦A夢：大雄的新魔界大冒險 ～7人魔法使～（野比玉子〈野比大雄的媽媽〉）

2008年
- 哆啦A夢：大雄與綠之巨人傳（野比玉子〈野比大雄的媽媽〉）

2009年
- 福音戰士新劇場版：破（葛城美里）
- 蠟筆小新：春日部野生王國（上尾老師〈上尾增美〉）
- 劇場版 決鬥大師：黑月的神帝（庫洛洛）
- 哆啦A夢：新·大雄的宇宙開拓史（野比玉子〈野比大雄的媽媽〉[59]）
- 佛陀再誕 -The REBIRTH of BUDDHA（日语：仏陀再誕#アニメ映画）（木村真理）

2010年
- 哆啦A夢：大雄的人魚大海戰（野比玉子〈野比大雄的媽媽〉）

2011年
- 劇場版 光之美少女 All Stars DX3：傳達到未來！連結世界☆彩虹之花！（哈咪）
- 劇場版 Suite 光之美少女♪：奪取回來！連結心中的奇蹟旋律♪（哈咪）
- 哆啦A夢：新·大雄與鐵人兵團 ～振翅吧 天使們～（野比玉子〈野比大雄的媽媽〉）

2012年
- 劇場版 光之美少女 All Stars New Stage：未來的朋友（哈咪）
- 福音戰士新劇場版：Q（葛城美里[60]）
- 蠟筆小新：我和我的宇宙公主（上尾老師〈上尾增美〉[61]）
- 哆啦A夢：大雄與奇蹟之島 ～動物歷險記～（野比玉子〈野比大雄的媽媽〉）
- 花之詩女 GOTHICMADE（エルディアイ·ツバンツヒ）

2013年
- 劇場版 HUNTER×HUNTER -The LAST MISSION-[62]（可可〈實況記者〉[來源請求]）
- 哆啦A夢：大雄的秘密道具博物館（野比玉子〈野比大雄的媽媽〉）

2014年
- STAND BY ME 哆啦A夢（野比玉子〈野比大雄的媽媽〉）
- 哆啦A夢：新·大雄的大魔境 ～柏高與5人之探險隊～（野比玉子〈野比大雄的媽媽〉）
- 樂園追放 -Expelled from Paradise-（希爾德·托瓦爾[63]）

2015年
- 蠟筆小新：我的搬家物語 仙人掌大襲撃（上尾老師〈上尾增美〉）
- 哆啦A夢：大雄的宇宙英雄記（野比玉子〈野比大雄的媽媽〉）
- LoveLive！學園偶像電影（矢澤妮可的母親）

2016年
- 哆啦A夢：新·大雄的日本誕生（野比玉子〈野比大雄的媽媽〉）
- 名偵探柯南：純黑的惡夢（水無怜奈〈本堂瑛海〉）

2017年
- 哆啦A夢：大雄的南極冰天雪地大冒險（野比玉子〈野比大雄的媽媽〉）

2018年
- 蠟筆小新：功夫小子 ～拉麵大亂鬥～（上尾老師〈上尾增美〉）
- 哆啦A夢：大雄的金銀島（野比玉子〈野比大雄的媽媽〉）

2019年
- 哆啦A夢：大雄的月球探測記（野比玉子〈野比大雄的媽媽〉）
- ONE PIECE STAMPEDE（波雅·漢考克[64]）

2020年
- 咒术回战 第一季 （冥冥）

2021年
- 美少女戰士Eternal 前篇&後篇（月野兔／水手月亮[65]）
- 福音戰士新劇場版：終（葛城美里）
- 劇場版 咒術迴戰 0（冥冥）

2022年
- 哆啦A夢：大雄的宇宙小戰爭 2021（野比玉子〈野比大雄的媽媽〉）

2023年
- 咒术回战 第二季 （冥冥）
- 美少女戰士Cosmos 前篇&後篇（月野兔／水手月亮、小小[66]）
- 哆啦A夢：大雄与天空的理想乡（野比玉子〈野比大雄的媽媽〉）
- 新次元！蜡笔小新THE MOVIE 超能力大决战 ～飞吧！手卷寿司～（上尾老師〈上尾增美〉）

2024年
- 機動戰士GUNDAM SEED FREEDOM（瑪琉·雷明斯[67]）
- 哆啦A梦：大雄的地球交响乐（野比玉子〈野比大雄的媽媽〉）
- 蜡笔小新：我们的恐龙日记（上尾老師〈上尾增美〉）

2025年
- 哆啦A梦：大雄的繪畫世界物語（野比玉子〈野比大雄的媽媽〉）
- 劇場版 佐賀偶像是傳奇 夢銀河天國（山田妙[68]）

### OVA
1989年
- 網球甜心 Final Stage（友代）

1990年
- NINETEEN 19（日语：NINETEEN 19）（詩子）
- 新夢幻獵人麗夢 殺戮的夢幻迷宮（日语：ドリームハンター麗夢）（人偶）
- 頑皮大師（弓子）
- 電腦都市OEDO808 Vol.1 古之記憶（女）

1991年
- 爆炎轉校生（女學生D）

1992年
- 伊蘇II 天空的神殿（英语：Ys (anime)）（莉莉雅）
- 機神兵團（日语：機神兵団）（菲）
- 校內寫生 Final（日语：校内写生）（查咪）
- 猩猩人（日语：ゴリラーマン）（北村香織）
- 巴比倫2世（啾啾）
- 閃電霹靂車（菅生明日香）
- 閃電霹靂車11（菅生明日香）

1993年
- 偶像防衛隊（取石皋月）
- 亞爾斯蘭戰記 汗血公路（伊絲特〈艾特華〉）
- NG騎士檸檬汽水&40 EX 期待興奮時空 炎之大搜査線（銀色山巒）
- （不二屋壽）
- 陷入那樣般情緒吧my舞（日语：その気にさせてよmyマイ舞）（夕空）
- Dragon Half（日语：ドラゴンハーフ）（眠克）
- 妖世紀水滸傳（日语：妖世紀水滸伝）（須賀清美）

1994年
- 銀河英雄傳說（卡特羅捷·馮·克勞歇爾[69]）
- 電腦少女Compiler FESTA（日语：Compiler）
- （倫子）
- 閃電霹靂車ZERO（菅生明日香）
- 幽幻怪社（六鄉奈奈美）

1995年
- 亞爾斯蘭戰記 征馬孤影（伊絲特〈艾特華〉）
- 真·女神轉生 東京黙示錄（八神咲）
- 別認輸了！魔劍道（日语：負けるな!魔剣道）（劍野舞）
- 無責任艦長（金京華）
- YAMATO2520（真紀）
- 超時空要塞7（克羅蕾）[注 1]

1996年
- 愛天使傳說DX（日语：ウェディングピーチDX）（川浪弘美／天使波絲）
- 鐵腕女警（芭蒂·西馮）
- 閃電霹靂車 EARLYDAYS RENEWAL（菅生明日香）
- 閃電霹靂車SAGA（菅生明日香）
- BLUE SEED2（澤口小梅）
- GALL FORCE The Revolution（日语：ガルフォース）（拉比）

1997年
- 愛麗絲 in Cyberland（日语：ありす in Cyberland）（毛利世羅）
- 電腦戰隊VOOGIE'S★ANGEL（日语：電脳戦隊ヴギィ'ズ★エンジェル）（蕾貝卡）
- Variable Geo（日语：ヴァリアブル・ジオ）（武內優香）
- CPU辣妹（日语：ぶっとび!!CPU）（克亞朵拉）

1998年
- 教科書沒教的事（五月彌生）
- 聖龍戰記II（西琳）
- POWER DoLLS Detachment of Limited Line Service Projectα（姚飛綸）
- 萬能文化貓娘DASH！（山本周子）
- 閃電霹靂車SIN（菅生明日香）

1999年
- 旭日艦隊（日语：旭日の艦隊）（海倫）
- （凱倫·葛羅利）
- 倒凶十將傳（日语：倒凶十将伝）（亂波葉霧）

2000年
- 安琪莉可 純白羽翼回憶錄（日语：アンジェリーク 天空の鎮魂歌）（羅莎莉婭）
- KIRARA（日语：KIRARA）（朝井奇拉拉）
- 創世聖紀Devadasy（日语：創世聖紀デヴァダシー）（御名串天羅）
- 名偵探柯南：柯南vs基德vs鐵劍 寶刀爭奪大決戰!!（峰沙耶香）

2001年
- 安琪莉可 ～從聖地獻上愛～（日语：アンジェリーク トロワ）（羅莎莉婭）
- 東京地底奇兵（崔西·洛雷克）
- 倒凶十將傳 封魔五行傳承（亂波葉霧）
- 新世紀魔法少女（日语：ぷにぷに☆ぽえみぃ）（我我守何時江）

2006年
- 萬花筒之星 Legend of phoenix 鳳凰傳說 ～蕾拉·漢米頓物語～（凱西·提摩亞）

2010年
- 小雞之戀（美美〈三谷美代子〉）
- 文學少女 回憶篇I 天野遠子篇 -夢想少女的前奏曲-（櫻井叶子）

2011年
- Carnival Phantasm（蒼崎青子）

2012年
- 惡魔阿薩謝爾在召喚你。（千波十美子）

2025年
- 黃金神威（蝮蛇阿銀[70]）※外傳小說Blu-ray同捆版收錄

### 網路動畫
2001年
- 海岸物語（日语：あじむ 〜海岸物語〜）（恭子）

2014年
- 美少女戰士Crystal（月野兔／水手月亮[71]）

2016年
- 多美卡超級系列NEXT STAGE（日语：トミカハイパーシリーズ NEXT STAGE）（司令[72]）

2017年
- 鋼彈創戰者 BATTLOGUE（旁白）

2025年
- 新星GALVERSE（我美明日香[73]）

### 遊戲
1991年
- 雀偵物語2 宇宙偵探帝邦 出動篇（魔獸艾姆莉絲）

1992年
- （助手）

1993年
- 聖魔傳說3×3EYES（莎緹）
- KNUCKLE HEADS（日语：ナックルヘッズ）（克羅緹亞·席爾巴）
- 美少女戰士（日语：美少女戦士セーラームーン (ゲーム)）（月野兔／水手月亮）
- 美少女戰士R（月野兔／水手月亮）
- 雀偵物語3（蘭普琳）

1994年
- 美少女戰士 Collection（月野兔／水手月亮）
- 美少女戰士S 今天要代替方塊懲罰你！（月野兔／水手月亮）
- 魔法氣泡CD（阿露露·納亞（日语：アルル・ナジャ））
- 女神天國（日语：女神天国）（琳琳）

1995年
- Logos Panic（英语：Logos Panic）
- 安琪莉可Special（日语：アンジェリーク）（羅莎莉婭）
- 豪血寺一族外傳 最強傳說（日语：豪血寺一族外伝）（花小路庫拉拉）
- 美少女戰士 ANOTHER STORY（月野兔／水手月亮）
- 美少女戰士S（月野兔／水手月亮）
- 美少女戰士S Crooklyn（月野兔／水手月亮）
- 美少女戰士S 場外亂鬥!? 主角爭奪戰（月野兔／水手月亮）
- 美少女戰士Sailor Stars 輕飄飄的恐慌（月野兔／水手月亮）
- 魔法氣泡CD通（阿露露·納亞）

1996年
- 愛麗絲 in Cyberland（日语：ありす in Cyberland）（毛利世羅）
- 安琪莉可Special2（日语：アンジェリークSpecial2）（女王補佐官羅莎莉婭）
- 新世紀福音戰士（葛城美里）[注 2]
- 美少女戰士SuperS 全員參加!! 主角爭奪戰（月野兔／水手月亮）
- 美少女戰士Sailor Stars 輕飄飄的恐慌2（月野兔／水手月亮）
- 波波羅古洛伊斯物語（娜兒希雅、凱）
- 魔導物語I 炎之卒園兒（日语：魔導物語#魔導物語I 炎の卒園児）（阿露露·納亞）

1997年
- ARMORED CORE（日语：アーマード・コア）（接線員的聲音、電腦的聲音）
- ADVANCED V.G.（日语：ヴァリアブル・ジオ）（武內優香）
- 妖精狩獵者 −完全版−（雪露希亞·馬里克雷爾〈波奇〉、女將、魔像雪露希亞）
- 妖精狩獵者 −花札篇−（雪露希亞·馬里克雷爾）
- 大盜五右衛門 桃山幕府之舞（日语：がんばれゴエモン〜ネオ桃山幕府のおどり〜）（瑪格麗特·蘭子、女孩子B）
- 美少女戰士問答（月野兔／水手月亮）
- QUOVADIS 2 ～星球大戰奧凡·雷～（日语：QUOVADIS 2〜惑星強襲オヴァン・レイ〜）（奈麗·卡典納）
- 私立正義學園 LEGION OF HEROES（水無月響子[74]、雫、鮎原夏的學妹B、秘書）
- 新世紀福音戰士 2nd Impression（葛城美里）
- 新世紀福音戰士：鋼鐵戀人（葛城美里）
- POWER DoLLS（姚飛綸、旁白）[注 3]
- POWER DoLLS 2（姚飛綸）[注 4]
- （久堂遙香）
- 超時空要塞 數位任務 VF-X（日语：マクロス デジタルミッション VF-X）（莫莉）

1998年
- AZITO2（佐伯香津美）
- 戀愛物語 特別篇 ～戀愛與魔法的學園生活～（日语：エーベルージュ）（玲蒂兒·法爾肯）
- 火星物語（日语：火星物語）（綠之風）
- 擁抱季節（智子）
- 金田一少年之事件簿2 地獄遊樂園殺人事件（山瀨實里）
- 實況野球5（日语：実況パワフルプロ野球5）（女性播報聲）
- 少女革命 遲早被革命的物語（有栖川樹璃）
- 白髮魔女 -另一種英雄傳說-（克里斯）[注 2]
- 新世紀福音戰士 EVA和愉快的夥伴們（日语：新世紀エヴァンゲリオン エヴァと愉快な仲間たち）（葛城美里）
- 閃電霹靂車 新的挑戰者（菅生明日香）[注 4]
- 戰國美少女 斬斷雲空!!（百地天心、歸蝶）
- 速攻學生會（日语：速攻生徒会）（風魔琴乃）
- Dancing Blade 任性桃天使！II ～Tears of Eden～（甲姬）
- 美少女纏組（日语：ファイアーウーマン纏組）（桂木沙耶香）
- 勇敢的劍士 武藏傳（布蘭迪大尉、坦布拉、雅庫伊可國王妃）
- 炎之廚師COOKING FIGHTER好（日语：炎の料理人クッキングファイター好）（亞尼斯·蕭薔）
- U.P.P.（麻璃亞）
- （夏洛娜）

1999年
- 戀愛物語2（玲蒂兒·法爾肯）
- 實況野球6（女性播報聲）
- 私立正義學園 熱血青春日記2（水無月響子）
- 新世紀福音戰士 (NINTENDO64)（葛城美里）
- Spiritual Soul（艾雯·里特巴德）
- 戰國美少女繪卷 斬斷雲空!! ～春風之章～（百地天心）
- 悠久幻想曲3 Perpetual Blue（日语：悠久幻想曲）（莉婕·艾奇斯）
- 人形公主2（日语：マール王国の人形姫#リトルプリンセス マール王国の人形姫2）（索妮亞）

2000年
- EVE ZERO（日语：EVE ZERO）（法條麻里奈）
- 神來（蔓乃姬）
- 建築重機械瘋狂戰鬥 破壞金剛!!（日语：建設重機喧嘩バトル ぶちギレ金剛!!）（橘京子）
- 實況野球7（女性播報聲）
- 新世紀福音戰士 麻將補完計劃（日语：新世紀エヴァンゲリオン エヴァと愉快な仲間たち）（葛城美里）
- 對戰戀愛模擬 托里菲露茲魔法學園（玲蒂兒·法爾肯）
- 燃燒吧！正義學園（水無月響子）

2001年
- 愛西亞之謎（日语：アイシア (ゲーム)）（露）
- 暴走公主（日语：暴れん坊プリンセス）（露茱·維克吐瓦爾）
- EVE The Fatal Attraction（法條麻里奈）
- ONi（コノコ）
- 兒童劇場 美少女戰士世界（月野兔／水手月亮）
- 實況野球8（女性播報聲）
- 超級機器人大戰α外傳（多妮亞·馬爾莫）
- 來考駕照吧！DX 2001年度版（麻生麗香）

2002年
- 實況野球9（女性播報聲）
- DEAD OR ALIVE 3（克麗絲蒂）
- Wai Wai Golf（美穗）

2003年
- EVE burst error PLUS（法條麻里奈）
- 機動戰士鋼彈SEED（日语：機動戦士ガンダムSEED）（瑪琉·拉米亞斯）[注 5]
- 實況野球10（女性播報聲）
- 新世紀福音戰士2（葛城美里）
- 新世紀福音戰士 綾波育成計劃 with 明日香補完計劃（葛城美里）
- 新世紀福音戰士：鋼鐵戀人2nd（葛城美里）
- 超級機器人大戰Scramble Commander（日语：スーパーロボット大戦Scramble Commander）（葛城美里）
- DEAD OR ALIVE XTREME BEACH VOLLEYBALL（克麗絲蒂）

2004年
- 宇宙戰艦大和號 對伊斯坎達爾的追憶（椎名晶）
- 機動戰士鋼彈SEED 飛向永無止盡的明天（日语：機動戦士ガンダムSEED 終わらない明日へ）（瑪琉·拉米亞斯）
- 實況野球11（女性播報聲）
- 新世紀福音戰士 碇真嗣育成計劃（日语：新世紀エヴァンゲリオン 碇シンジ育成計画）（葛城美里）
- 超級機器人大戰MX（貝卡、葛城美里）
- 真名法典（日语：マグナカルタ (ゲーム)）（莉安娜）
- MELTY BLOOD Re·ACT（蒼崎青子）
- 看我龍顯神威（卡亞）

2005年
- 宇宙戰艦大和號 暗黑星團帝國的逆襲（椎名晶）
- 宇宙戰艦大和號 二重銀河的崩壞（椎名晶）
- 星際牛仔 追憶的夜曲（日语：カウボーイビバップ 追憶の夜曲）（艾蓮·麥卡錫）
- 機動戰士鋼彈SEED 連合vs.Z.A.F.T.II（日语：機動戦士ガンダムSEED 連合vs.Z.A.F.T.）（瑪琉·拉米亞斯）
- 機動戰士鋼彈SEED DESTINY GENERATION of C.E.（日语：機動戦士ガンダムSEED DESTINY GENERATION of C.E.）（瑪琉·拉米亞斯）
- 魔法少年賈修 友情的電撃 Dream Tag Tournament（日语：金色のガッシュベル!! うなれ!友情の電撃 ドリームタッグトーナメント）（利亞）
- 感應少年EIJI（志摩亮子）
- 超級機器人大戰MX 攜帶版（貝卡、葛城美里）
- 第3次超級機器人大戰α 終焉之銀河（瑪琉·拉米亞斯、葛城美里）
- DEAD OR ALIVE 4（克麗絲蒂）
- NAMCO X CAPCOM（日语：NAMCO X CAPCOM）（水無月響子[75]）
- MELTY BLOOD Act Cadenza（蒼崎青子）
- WILD ARMS the 4th Detonator（日语：ワイルドアームズ ザ フォースデトネイター）（法爾梅爾·阿麗安蘿德）

2006年
- EVE new generation（法條麻里奈）
- 機動戰士鋼彈SEED DESTINY 連合vs.Z.A.F.T.II（日语：機動戦士ガンダムSEED DESTINY 連合vs.Z.A.F.T.II）（瑪琉·拉米亞斯）
- 機動戰士鋼彈SEED DESTINY 連合vs.Z.A.F.T.II PLUS（日语：機動戦士ガンダムSEED DESTINY 連合vs.Z.A.F.T.II）（瑪琉·拉米亞斯）
- 蠟筆小新：最強家族春日部之王Wii（日语：クレヨンしんちゃん 最強家族カスカベキング うぃ〜）（上尾老師〈上尾增美〉）
- 蠟筆小新：驚奇園地的傳說大絕戰！（日语：クレヨンしんちゃん 伝説を呼ぶ オマケの都ショックガーン!）（上尾老師〈上尾增美〉、轉寫）
- 新世紀福音戰士機密檔案（日语：シークレット オブ エヴァンゲリオン）（葛城美里）
- 新世紀福音戰士：鋼鐵戀人 特別篇（葛城美里）
- 新世紀福音戰士2 被創造的世界（葛城美里）
- DEAD OR ALIVE XTREME 2（克麗絲蒂）

2007年
- 機動戰士鋼彈SEED 連合vs.Z.A.F.T. PORTABLE（日语：機動戦士ガンダムSEED 連合vs.Z.A.F.T.）（瑪琉·拉米亞斯）
- 蠟筆小新DS：呼風喚雨的蠟筆大作戰！（日语：クレヨンしんちゃんDS 嵐を呼ぶ ぬってクレヨ〜ン大作戦!）（上尾老師〈上尾增美〉）
- 新世紀福音戰士機密檔案 攜帶版（日语：シークレット オブ エヴァンゲリオン）（葛城美里）
- 新世紀福音戰士 戰鬥交響曲（日语：新世紀エヴァンゲリオン バトルオーケストラ）（葛城美里）
- 超級機器人大戰Scramble Commander the 2nd（日语：スーパーロボット大戦Scramble Commander the 2nd）（瑪琉·拉米亞斯）
- 勇者鬥惡龍 神劍 假面女王與鏡之塔（希爾妲女王）
- 名偵探福音戰士（日语：名探偵エヴァンゲリオン）（葛城美里）

2008年
- 蠟筆小新：呼風喚雨的電影樂園大挑戰！（日语：クレヨンしんちゃん 嵐を呼ぶ シネマランド カチンコガチンコ大活劇!）（上尾老師〈上尾增美〉、美色大姊姊）
- 鋼鐵新娘DS ～新娘與機器與男與女～（奇里克）
- 新世紀福音戰士 綾波育成計劃DS with 明日香補完計劃（葛城美里）
- 超級機器人大戰Z（多妮亞·馬爾莫、瑪琉·拉米亞斯）
- MELTY BLOOD Actress Again（蒼崎青子）

2009年
- 新世紀福音戰士：序（日语：ヱヴァンゲリヲン:序）（葛城美里）
- 新世紀福音戰士 戰鬥交響曲 攜帶版（日语：新世紀エヴァンゲリオン バトルオーケストラ）（葛城美里）
- POWER DoLLS 1（姚飛綸）
- ONE PIECE ONEPY B MATCH（日语：ワンピーベリーマッチ）（波雅·漢考克）

2010年
- DEAD OR ALIVE Paradise（克麗絲蒂）
- 魔力充電娘CC（店長）
- MELTY BLOOD Actress Again Current Code（蒼崎青子）
- 第一戰士（諾瑪）
- ！（美千葉玲子）
- ONE PIECE 大決戰！（日语：ONE PIECE ギガントバトル!）（波雅·漢考克）

2011年
- 機動戰士鋼彈 機動戰士（駕駛員的聲音〈認真IV〉）
- 凱薩琳（凱薩琳·麥克布萊德）
- DEAD OR ALIVE Dimensions（克麗絲蒂）
- ONE PIECE 無限巡航 SP（波雅·漢考克）
- ONE PIECE 大決戰！2 新世界（日语：ONE PIECE ギガントバトル! 2 新世界）（波雅·漢考克）

2012年
- ARMORED CORE V（電腦的聲音）
- 機動戰士鋼彈SEED BATTLE DESTINY（日语：機動戦士ガンダムSEED BATTLE DESTINY）（瑪琉·拉米亞斯）
- 超級槍彈辯駁2 再會了絕望學園（邊古山佩子[76]）
- DEAD OR ALIVE 5（克麗絲蒂[77]）
- ONE PIECE 海賊無雙（波雅·漢考克）
- ONE PIECE ROMANCE DAWN 冒險的黎明（日语：ワンピース ROMANCE DAWN 冒険の夜明け）（波雅·漢考克）

2013年
- 靈裝戰士（勞恩達[78]）
- 決勝時刻：魅影（武裝直升機飛行員[79]）
- 槍彈辯駁1、2 Reload（邊古山佩子）
- DEAD OR ALIVE 5 ULTIMATE（克麗絲蒂[80]）
- One Piece Unlimited World R（日语：ONE PIECE アンリミテッドワールド レッド）（波雅·漢考克）
- ONE PIECE 海賊無雙2（波雅·漢考克）

2014年
- 機動戰士鋼彈 極限vs.全力爆發（日语：機動戦士ガンダム エクストリームバーサス マキシブースト）（瑪琉·拉米亞斯）
- 蠟筆小新：呼風喚雨春日部電影明星！（日语：クレヨンしんちゃん 嵐を呼ぶ カスカベ映画スターズ!）（上尾老師〈上尾增美〉、美色大姊姊）
- 三國志英歌[81]
- J-STARS Victory VS（日语：ジェイスターズ ビクトリーバーサス）（波雅·漢考克）
- 神話帝國：靈魂輪迴[82]
- 超級女英雄戰記（日语：超ヒロイン戦記）（伊芙·華倫泰[83]）
- 學園少女突襲者（摩根娜[84]）
- 第3次超級機器人大戰Z 時獄篇／天獄篇（葛城美里）
- 名偵探柯南 幻影狂詩曲[[[Wikipedia:格式手册/链接#章節|錨點失效]]]（千草春菜、露奈）
- ONE PIECE 超級偉大航路之爭！X（波雅·漢考克）
- ONE PIECE KINGS（波雅·漢考克）

2015年
- 安琪莉可 Retour（羅莎莉婭·德·卡達娜[85]）
- INFINITE DRIVE（諾伊[86]）
- DEAD OR ALIVE 5 LAST ROUND（克麗絲蒂[87]）
- Princess Connect！（宵濱深月[88]）
- PROJECT X ZONE 2：BRAVE NEW WORLD（日语：PROJECT X ZONE 2:BRAVE NEW WORLD）（Sheath[89]、Nine Nine）
- 虹彩六號：圍攻行動（6號）
- ONE PIECE 海賊無雙3（波雅·漢考克）

2016年
- 巴哈姆特之怒（蒂[90]）
- 哆啦A夢：新·大雄的日本誕生（野比玉子〈野比大雄的媽媽〉）
- ONE PIECE 秘寶尋航（波雅·漢考克）

2017年
- 碧藍幻想（米迦勒[91]）
- 超級機器人大戰V（葛城美里）
- Dissidia Final Fantasy Opera Omnia（日语：ディシディア ファイナルファンタジー オペラオムニア）（瑪莉亞）

2018年
- Princess Connect！Re:Dive（三月[92]）

2019年
- 凱薩琳Full Body（凱薩琳·麥克布萊德[93]）
- JUMP FORCE（波雅·漢考克）
- DEAD OR ALIVE 6（克麗絲蒂[94]）
- 魔法氣泡!! Quest（日语：ぷよぷよ!!クエスト）（月野兔／水手月亮[95]）
- EVE rebirth terror（日语：EVEシリーズ）（法條麻里奈[96]）
- 私立格里莫瓦魔法學園（日语：グリモア〜私立グリモワール魔法学園〜）（山田妙子）
- 超級機器人大戰DD（葛城美里、瑪琉·拉米亞斯）

2020年
- 為美好的世界獻上祝福！Fantastic Days（服務員夢魔[97]）

2023年
- 聖火降魔錄 Engage（琉彌艾爾）

2024年
- 崩壞:星穹鐵道（翡翠）
- 明日方舟（忍冬）
- 寶可夢大師（帕琦拉）

時期未定
- 不可思議謎題F 偵探們的謝幕（日语：探偵紳士シリーズ）（南條深雪[98]）

### 廣播劇CD
1991年
- 電影少女 集英社CD書（早川萌美）

1993年
- 艾瑞莎 ～魔法人形的鎮魂曲～（日语：アレサ）（瑪特莉亞、克莉絲）
- Audio RPG 超龍戰記超龍騎士（日语：超龍戦記ザウロスナイト）（夏蓉）

1994年
- 極道君漫遊記外傳（日语：ゴクドーくん漫遊記）（露蓓特）

1995年
- 快打旋風II 外傳 ～倩咪的戰鬥序曲～（倩咪（日语：キャミィ））
- 賞金戰士（日语：バウンティソード・ファースト） 外傳 -鋼鉄之龍-（泰提絲）
- 夢幻之星 ～被封印的記憶～ 廣播劇CD&粉絲書（妮伊、妮伊1號、妮伊2號）
- 魔法氣泡 腦天SPECIAL（阿露露·納亞（日语：アルル・ナジャ）、Carbuncle）

1996年
- KIRARA（日语：KIRARA） 原聲專輯（今井奇拉拉〈十六奇拉拉〉）
- 鐵腕女警（芭蒂·西馮）

1997年
- 女旦！菊之助（日语：オヤマ! 菊之助）（時卷葵）
- CYBER TROOPERS VIRTUAL-ON "COUNTERPOINT 009A" Episode#16（日语：電脳戦機バーチャロン）（米米·薩爾賓軍曹）

1998年
- KIRARA 原聲"衝撃波"廣播劇專輯「夜明之前」（今井奇拉拉〈24歳〉）

2000年
- 熱血！聲優物語 大聲叫出來！（日语：叫んでやるぜ!） Episode 4（奇蹟節食者美雪（日语：ミラクルダイエッターMIYUKI））
- 愛我就是要說出來。（日语：晴天なり。）（吉峰世津子）

2001年
- 白色十字架 Wish A Dream collection II A four-leaf clover（村瀨明日香）

2003年
- 少年偵探 ～推理之絆～ それさえも貴き日々で（鳴海圓）
- 封魔少年焰&陣（等軍紅音）

2004年
- 瀨戶的花嫁（瀨戶蓮）
- 2x2 忍傳（日语：ニニンがシノブ伝）（小林所長）

2005年
- 水星領航員 廣播劇CD II（日语：ARIA Drama CD#Vol.2）（晃·E·費拉利）
- （天羽圓）
- EREMENTAR GERAD -蒼空的戰旗-（梅爾佛多·利普羅迪可）
- 鬼眼狂刀KYO（灯）
- SOUL EATER Vol.1 特別社會科見學（索菲亞）

2006年
- 豔女醫生旻老師（日语：エン女医あきら先生） 廣播劇CD（日向旻）
- GENOME（日语：ゲノム (漫画)）（小林所長）
- 瑪莉亞的凝望 廣播劇CD 在慢長的夜晚（前黃薔薇學姊）

2007年
- Captain HOOK love's lock.（日语：Captain HOOK love's lock.）系列（溫蒂）

2010年
- 停電少女和羽蟲的管弦樂 第四樂章：棺（紫音）
- 魔女鍊金術師 廣播劇CD（四方田礼奈）

2012年
- 1、2（抹大拉）

### 外語配音

#### 電影
- 三十姑娘一朵花（珍娜·林克〈珍妮佛·嘉納〉）
- 你行我素（英语：A Life Less Ordinary）（席琳·納維爾〈卡麥蓉·狄亞茲〉）※影碟版。
- 再見鍾情（蜜雪兒〈凱薩琳·哈恩〉）
- 愛麗絲夢遊仙境 (1985年電影)（愛麗絲的姊姊）
- 好膽別走（英语：The Big Hit）（西圭子〈周佳納〉）
- 屍蹤狂想曲（英语：The Big White）（瑪格麗特·巴內爾〈荷莉·亨特〉）
- 不羈夜（英语：Boogie Nights）（布蘭迪〈海瑟·葛拉罕〉）
- 強迫入境（英语：Brokedown Palace）（達琳·戴維斯〈凱特·貝琴薩〉）
- 緣份再生戀（英语：Calla (film)）（姜智熙〈金喜善〉）
- 豹人（英语：Cat People (1982 film)）（艾琳娜·蓋立爾〈娜妲莎·金斯基〉）※影碟版。
- 大假一場（英语：Cedar Rapids (film)）（瓊·奧斯特洛夫斯基-福克斯〈安·海契〉）
- 改變（英语：Changes (1991 film)）（瓦萊麗·亞當斯〈克里斯蒂·克拉克〉）※東京電視台版。
- 女狼俱樂部（英语：Coyote Ugly (film)）（薇拉〈潘波·裴拉柏（英语：Piper Perabo）〉）
- 危險性遊戲（凱瑟琳·梅特埃爾〈莎拉·蜜雪兒·吉蘭〉）
- 分歧者2：叛亂者（伊芙琳·喬韓森·伊頓〈妮奧米·瓦兹〉）
- 分歧者3：赤誠者（伊芙琳·喬韓森·伊頓〈妮奧米·瓦兹〉）
- 龍之風暴（瑪迪納〈安潔兒·鮑里斯（英语：Angel Boris）〉）
- 鬱金香方方（英语：Fanfan la Tulipe (2003 film)）（艾德琳〈佩內洛普·克魯兹〉）[注 6]
- 絕命終結站3（艾許莉·佛伊德〈齊蘭·西蒙斯（英语：Chelan Simmons）〉）
- 疾速追風（英语：The Flying Scotsman (2006 film)）（安妮·歐布萊〈蘿拉·佛萊瑟〉）
- 瘋狂終結者（魔女伊娃〈艾恩·斯姬（英语：Ione Skye）〉）
- 誰敢來晚餐（英语：Guess Who (film)）（泰瑞莎·瓊斯〈佐伊·索爾達娜〉）
- 是誰搞的鬼（海倫·希弗斯〈莎拉·蜜雪兒·吉蘭〉）※DVD版。
- 迷情風暴（克萊兒）
- 殺死我的老師（英语：Killing Mr. Griffin (film)）（蘇珊·麥康諾〈艾咪·喬·強生（英语：Amy Jo Johnson）〉）
- 瑪莎搭上三個男人（英语：Martha, Meet Frank, Daniel and Laurence）（瑪莎〈莫妮卡·波特（英语：Monica Potter）〉）
- 我老婆是老大（英语：My Wife Is a Gangster 3）（沇熹〈趙賢榮〉）
- 大魔域3：飛進未來（英语：The NeverEnding Story III）（女皇〈茱莉·卡克斯（英语：Julie Cox）〉）※影碟版。
- 小子難纏4（英语：The Next Karate Kid）（茱莉·皮爾斯〈希拉里·斯旺克〉）※DVD版。
- 愛要有你才完美（英语：People Places Things）（查理〈史蒂芬妮·艾琳（英语：Stephanie Allynne）〉）
- 食人魚3D（茱莉·佛瑞斯特保安官〈伊麗莎白·蘇〉）
- 西班牙公寓（英语：L'Auberge Espagnole）（安妮-索菲〈朱迪·戈德雷奇（英语：Judith Godrèche）〉）
- 將婚姻進行到底（英语：The Perfect Couple (film)）（邱秀真〈玄英〉）
- 寵物店（英语：Pet Shop (film)）（德娜·耶格爾〈雷伊·安·奧西（英语：Leigh Ann Orsi）〉）
- 死亡直播（安琪拉·維達爾（英语：Ángela Vidal）〈珍妮佛·卡本特〉）
- 暗夜來電（凱倫〈吉娜·菲利普斯（英语：Gina Philips）〉）
- 逆轉王牌（麗貝卡·沙弗蘭〈傑瑪·阿特登〉）※20世紀福斯版。
- 怪咖情緣（英语：Secretary (2002 film)）（李·霍洛威〈瑪姬·吉倫荷〉）
- 白日夢冒險王（雪柔·梅爾霍夫〈克莉絲汀·薇格〉）
- 沙贊！（Rosa Vasquez〈Marta Milans 飾演〉[99]）
- 窈窕美眉（英语：She's All That）（Taylor）
- 麻辣搞鬼派（英语：Shriek If You Know What I Did Last Friday the Thirteenth）（Barbara Primesuspect〈朱莉·本茨〉）
- 夕陽天使（英语：So Close）（陳愛琳〈舒淇〉）※影碟版。
- 下一個就是你（英语：Urban Legend (film)）（Sasha Thomas〈泰拉·蕾〉）
- 凡赫辛（Anna Valerious〈Kate Beckinsale〉）※DVD版。
- 男人百分百（Lola〈Marisa Tomei〉）※DVD版。
- 女孩第一名（英语：Where the Heart Is (2000 film)）（Novalee Nation〈娜塔莉·波特曼〉）
- 女巫不該讓男人流淚（英语：Witching & Bitching）（Álex de la Iglesia〈Macarena Gómez〉）

#### 電視影集
- 海灘遊俠 (第2季－第4季)（薩默）
- 艾德（英语：Ed (TV series)）（卡洛·菲利斯·維塞〈朱莉·鲍溫〉）
- 大學生費莉希蒂（茱莉·埃姆里克〈艾咪·喬·強生（英语：Amy Jo Johnson）〉）
- 銀河飛龍 (第2季)（莎麗爾〈傑梅·哈伯德 飾演〉）
- 實習醫生（梅莉迪絲·格蕾〈艾蓮·朋佩歐〉）
- 搖滾教室 (電視影集版)（英语：School of Rock (TV series)）（校長〈賈瑪·威廉森（英语：Jama Williamson）〉）
- 三國（大喬）

#### 動畫
- 探險活寶（寒冰皇后〈格蕾·德萊勒〉）
- 四眼天雞（蒂娜〈凱瑟琳·奧哈拉〉）
- De Pim-en-Pomnibus（荷兰语：De Pim-en-Pomnibus）（旁白、大姊姊）
- 愛酷一族（瑪麗·法蘭西斯）
- 宇宙奇趣錄（英语：Heavy Metal (film)）（少女〈卡羅琳·森普爾〉）
- 大力士（英语：Hercules (1998 TV series)）（阿剌克涅）
- 星際大戰：複製人之戰 (2008年動畫)（奧芙尼）
- 星際大戰：反抗軍起義（俄薩·雷恩）

### 真人參演

#### 電影
- 愛與時尚（1998年，東映）－電台主持人（聲）

#### 電視劇
- 非關正義：二重定義Yes or No？（2013年3月1日，關西電視台）－面具男子（聲）[100]
- 離婚活動（2021年4月，TBS）－水口美土里
- 科搜研之女 SEASON 19 File.14（2019年8月22日，朝日電視台）－日向寺華蓮[101]
- Get Ready!（2023年，TBS）－POC（聲）
- 世界奇妙物語 夏之特別篇2023「小林家WONDERLAND」（2023年6月17日，富士電視台）－小林洋子[102]
- 致光之君（2024年，NHK）－時姫
- 40歲以前想達成的10件事（2025年，東京電視台）－鈴子（聲）

#### 特攝影集
- 手裏劍戰隊忍忍者（2015年，朝日電視台）－有明之方（聲）
- 歸來的手裏劍戰隊忍忍者 忍忍女孩VS男孩 FINAL WARS（2016年）－有明之方（聲／人類型態）

### 廣播節目
- Anime店長！子安、岩田的VOICE KYARABILI（日语：アニメ店長#ラジオ）（3月21日嘉賓）
- STARDUST DREAM（FM-FUJI（日语：エフエム富士）：主持人，1999年12月終了）
- 電擊Award 極道君漫遊記外傳（大阪電台：主持人，1994年4月－10月第1週）
- 電擊大賞Chris X（文化放送：主持人，1994年10月－1995年3月）
- 電腦戰隊VOOGIE'S★ANGEL 外傳～前進吧！超級天使！（日语：電脳戦隊ヴギィ'ズ★エンジェル）（日本電台：主持人，1996年1月－1996年7月）
- （日本電台：第1期主持人，1995年7月－9月）
- Humming Bird放送局（文化放送：NON子與NOBI太的Anime Scramble（日语：ノン子とのび太のアニメスクランブル）內的節目單元）
- 三石琴乃◎Abell Nights傳說（日语：三石琴乃のエーベルナイツ）（文化放送：主持人，1996年9月－1998年4月）
- 三石琴乃◎Abell Nights（文化放送：主持人，1998年4月－1998年10月）
- 三石琴乃◎Abell Nights II（文化放送：主持人，1998年10月－2001年9月）
- 三石琴乃◎Abell Nights 2006（文化放送：主持人，2006年11月11日）
- 三石琴乃·部活！（東海電台（日语：東海ラジオ放送）：主持人）
- 結城正美文化學院（大阪電台：主持人，1996年9月終了）
- 流星野郎的電玩遊戲業界裏情報（關西電台：第2代助理主持人『流星小琴』，1993年10月1日－1995年6月30日）

### 廣播劇
- 青春冒險（日语：青春アドベンチャー）『舟』（NHK-FM：舟）

### 數位漫畫
- （2012年，草摩樂羅）[注 7]

### 舞台
- 劇團俱樂部
  - 出色的女人
  - 跳躍
  - 爸爸，我愛你
  - Six Pajamas Party
  - 能與你相遇真是太好了 ～Communicating Doors～
- 綁架
- 天使候補生
- 鳥兒轉瞬即逝的地方
- 劇團HEROHERO-Q公司（页面存档备份，存于）
  - 八墓村（日语：八つ墓村）（2008年12月10日～12月14日，前進座劇場（日语：前進座#前進座劇場））
  - 惡魔吹著笛子來（日语：悪魔が来りて笛を吹く）（2010年8月8日～8月14日，前進座劇場）
  - 犬神家一族（2017年4月22日～30日，全勞濟會館／SPACE ZERO）
- Suite 光之美少女♪ 音樂劇秀（2011年）－飾演 哈咪
- 劇團岸野組「森之石松外傳（日语：森の石松外伝） ～石松土佐～」（2011年9月，銀座博品館劇場（日语：博品館劇場））－飾演 乙姊

- 玩偶遊戲 舞台劇（2015年8月，銀座博品館劇場）－飾演 倉田實紗子
- - 第15回公演 （2016年8月24日～8月28日）
  - 第17回公演 （2018年8月22日～26日）
  - 第18回公演 蟲（2019年7月3日～7月7日）
- 新宿625 栗原課長的秘密基地（2018年11月14日～11月18日）

### 旁白

#### 電視節目
NHK系列
- NHK教育
  - 我們只有一個地球（乙姬的配音）
  - （節目主持人「麗」、「蝴蝶」電梯小姐、「嘎」辣妹、「老鼠」殿下、「企鵝」消防員的配音）

- NHK綜合
  - 那些我們曾經聽過的歌曲（日语：あの歌がきこえる） Last Show（素子的配音）
  - 簡訊御禮！手機大喜利（日语：着信御礼!ケータイ大喜利）（2007年7月16日、2008年1月19日播出集數旁白）
  -  無限大∞少年（2009年2月6日播出集數旁白）
  - 祝女（日语：祝女 (NHK)） 第3季（旁白，2011年－2012年）
  - 大科學實驗特輯 ～更多！不試怎麼知道（旁白，2013年1月10日）
  - 紅白歌合戰（第66回 2015年12月31日）（『動畫紅白』，以聲演的角色月野兔、葛城美里身份出演）

TBS電視網
- TBS
  - 震災報導特輯 核電廠攻防180天的真相 為什麼我們的故鄉會被奪走』（旁白，2011年9月11日）
  -  飛出！科（旁白，2009年9月15日）
  - 科學大玩家（日语：飛び出せ!科学くん）（旁白，2010年4月－）
- MBS
  - （旁白，2012年4月－9月）

朝日電視台
- Squeeze！（日语：すくいず!）（節目企劃第6彈『世界第一噁爛謎題（日语：世界一奇妙なクイズ）』旁白）
- 雨後敢死隊的脫口秀（2008年4月24日播出集數、下集預告的講解）
- 世界第一奇妙謎題（日语：世界一奇妙なクイズ）（旁白）
- 大膽MAP（日语：大胆MAP） 30位動畫人物角色的臉讓你一次看個夠 春季新作特輯（2008年4月6日播出）
- （日語配音）

東京電視網
- 東京電視台
  - 聲♥遊俱樂部（日语：声・遊倶楽部）（節目主持人）
  - Cine通！（日语：シネマ通信）（旁白，2009年10月－2011年9月）
  - 週日大綜藝（日语：日曜ビッグバラエティ）「破壊&爆破達人」（旁白，2009年11月8日）
  - 逆流調查員（日语：ザ・逆流リサーチャーズ）（旁白，2010年1月－2010年3月）
  - ROAD TO NINJA -NARUTO THE MOVIE- 完全指南（旁白，2012年7月21日）
- BS JAPAN
  - 週六的寅桑！（負責節目宣傳、放送前解說部分）

日本電視網
- 日本電視台
  - 「夏解決！名答」等健康情報單部節目系列[注 8]（旁白[注 9]，2009年7月25日）
  - Going！Sports&News（日语：Going!Sports&News）：只負責週日（旁白）
  - 世界變化電視（旁白，2014年5月6日）
  - 第2屆真實機器人大戰 日本第一決定戰！（日语：リアルロボットバトル日本一決定戦）（旁白，2014年12月2日）
- 讀賣電視台
  - DOWN TOWN DX（日语：ダウンタウンDX）（旁白，1994年1月 - 1997年3月）

富士電視網
- 富士電視台
  - （旁白）
  - IQ愛迪生（日语：IQエンジン）（旁白）
  - （旁白）
  - （旁白）
  - α頻道（日语：チャンネルα）『今晚!! 戲續性奇蹟動物園』（旁白，2008年5月16日）
  - （旁白，2008年10月－2009年3月）
  - 友好電視SP（日语：なかよしテレビ）（旁白，2012年3月23日）
- 關西電視台
  - 凱莎琳（日语：キャサリン三世）（旁白，2012年4月－9月）
  - 真有其事大百科（日语：発掘!あるある大事典）（旁白）

其它頻道
- 東映頻道（日语：東映チャンネル）（旁白，2009年9月）
- 國家地理『CIA極秘檔案：第51區 特別版』（旁白）[103]

#### 廣告
- 肯德基
- 仙台市瀨戶停車場
- YELLOW HAT（日语：イエローハット）（電台廣告旁白、同時負責歌唱，2014年－）
- 德山競艇（日语：徳山競艇場）『G1 開設56週年記念競爭 德山王冠爭奪戦[104]』（廣告旁白）
- 不二家廣告
- PS3對應天氣預報配信、朗讀服務『葛城美里報導計劃』（葛城美里）
- F全明星角色大集合 哆啦A夢&小超人帕門 千鈞一髮!?（野比玉子〈野比大雄的媽媽〉）
- 增田康介（日语：増田こうすけ）劇場 搞笑漫畫日和 Jump Festa 2002（增田康介）
- Sony Music Associated Records『平成動畫歌曲大賞 mixed by DJ和』（2019年）[105]
- （2020年）

#### 其它
- 網路串流媒體放送『I-wish you were here-』（光石操）
- Intel日本法人主辦「Intel in AKIBA 2009」嘉賓出演。
- 神戶市青少年科學博物館（負責天象儀解說）
- 柯尼卡美能達天文館（日语：コニカミノルタプラネタリウム）「CG天象儀節目 黑洞的無限距離」（2009年春天）
- Cyber卡式精選『魔法氣泡 腦天SPECIAL』（阿露露·納亞、Carbuncle）
- 歌曲『草莓小蛋糕』（柏木由紀）同封DVD『想去鹿兒島!?』（旁白）
- 柏青哥遊戲『CR新世紀福音戰士（日语：CR新世紀エヴァンゲリオン）』、『新世紀福音戰士（日语：新世紀エヴァンゲリオン (パチスロ)）』（葛城美里）
- 平塚市宣傳影片「HIRATSUKA人人MAP」（旁白）[來源請求]
- 柏市地方防範宣導（2016年5月16日－）[106]
- 漫畫《不死不運》單行本6卷發售紀念PV。

### 其它
- SOURCENEXT（日语：ソースネクスト） 特打式（日语：特打）系列（辛蒂〈初代〉）
- 三菱電梯（日语：三菱電機ビルテクノサービス） 廣播
- 三菱電扶梯廣播
- 神戶市營地下鐵西神·山手線車內日本語廣播
- ～守～（母親[107]）
- 來聽聲優三石琴乃聽她講「日本國憲法」全文吧（2018年，niconico直播）[108]
- 聲優×怪談（第1夜）「赤之怪談」[109]（2019年8月14日）
- 聲優×怪談（第2夜）「黑之怪談」[109]（2019年8月15日）

## 音樂CD
- Lilia ～From Ys～（日语：イースシリーズのディスコグラフィ）（1992年12月4日）
  - 「You are the only one」「FALL in STAR」（三石琴乃）
- 燕尾服的幻影/愛的戰士（日语：タキシード・ミラージュ/愛の戦士）（1994年10月1日）
  - 「燕尾服的幻影」（與富澤美智惠、久川綾、篠原惠美、深見梨加共同主唱）

## 著書
- 隨筆集《月 星 太陽》（三石琴乃 著），角川書店，1995年4月發行 ISBN 978-4048525459

## 腳註

## 外部連結
- （日語）－三石琴乃的官方個人網站。
- 三石琴乃（页面存档备份，存于） （日語）－日本電影資料庫
- 三石琴乃（页面存档备份，存于） （日語）－allcinema（日语：allcinema）
- 三石琴乃（页面存档备份，存于） （日語）－KINENOTE（日语：キネマ旬報映画データベース）
- Kotono Mitsuishi在互联网电影资料库（IMDb）上的資料（英文）
- 三石琴乃 Movie Walker（页面存档备份，存于） （日語）
- 三石琴乃－日本藝人名鑑（页面存档备份，存于）（日語）
- .   [2018-02-01]. （原始内容存档于2007-05-10）. （日語）
- 三石琴乃的聲優道[永久]，2013年12月27日最後查閱 （日語）。
- 三石琴乃的聲優道，完整中文翻譯（页面存档备份，存于），2013年5月18日最後查閱 （繁體中文）。